# トゥイ (掃海艇)
トゥイ (HMNZS Tui) はニュージーランド海軍の掃海艇。バード級。
リースのHenry Robb社で建造。1941年8月26日進水。同年11月26日就役。
「トゥイ」とトローラー「サンダ」、「Inchkeith」、「Killegray」、「Scarba」は1942年3月15日にグリーノックより出航し、翌日からONS76船団をセントジョンズ付近まで護衛した。それからバミューダ、キングストン、パナマ運河を経て5月26日にカリフォルニア州サンペドロに到着。そこからアメリカ海軍のタンカー10隻を真珠湾まで護衛した。「Killegray」を真珠湾に残して他はパルミラ島へ向かい、そこからアメリカ輸送船「Majaba」をファニング島を経てスバまで護衛。その後オークランドへ向かったが、その途中で「サンダ」と「Scarba」は燃料不足に陥り、「トゥイ」と「Inchkeith」が曳航した。オークランドには8月4日に到着した。
「トゥイ」は9月から12月までスバに配備された。
12月12日に「トゥイ」と掃海艇「Matai」、「キーウィ」、「モア」はエスピリトゥサントから出航し、15日にツラギに到着。以後、ソロモン諸島で活動する。
1943年1月31日、「トゥイ」と「モア」はエスペランス岬沖で日本の上陸用舟艇4隻と交戦して2隻を沈めた。
7月、「トゥイ」はオークランドで機雷を搭載してヌメアへ向かったオーストラリア機雷敷設艦「バンガリー」を護衛した。
8月19日、「トゥイ」はアメリカ海軍の補給艦「Taganak」とリバティ船「Wiley Post」を護衛してヌメアからエスピリトゥサントへ向け出航。同日、アメリカ機と共に日本の潜水艦「伊19」を撃沈し、生存者6名を救助した。
1945年7月、「トゥイ」はコルベット「アラビス」とともにヌメアからオークランドまでFairmile B motor launchを護送した。
1946年6月、「トゥイ」は予備役となった。1955年9月から1956年3月にかけて調査船に改装され、1967年12月まで各地への科学的な航海に従事。その後はデボンポート海軍基地のそばで港長の事務所として使用され、1969年に売却されて翌年解体された。